# Cham du Cros
La Cham du Cros est un sommet du massif du Tanargue dans le parc naturel régional des Monts d'Ardèche. Ce n'est pas le plus élevé (il culmine à 1 202 mètres) mais son aspect massif lorsqu'on la regarde du sud, vers Joyeuse est assez impressionnant.

## Toponymie
Le nom Cham du Cros est une déformation de l'occitan Chalm delh Cròs.

## Géographie

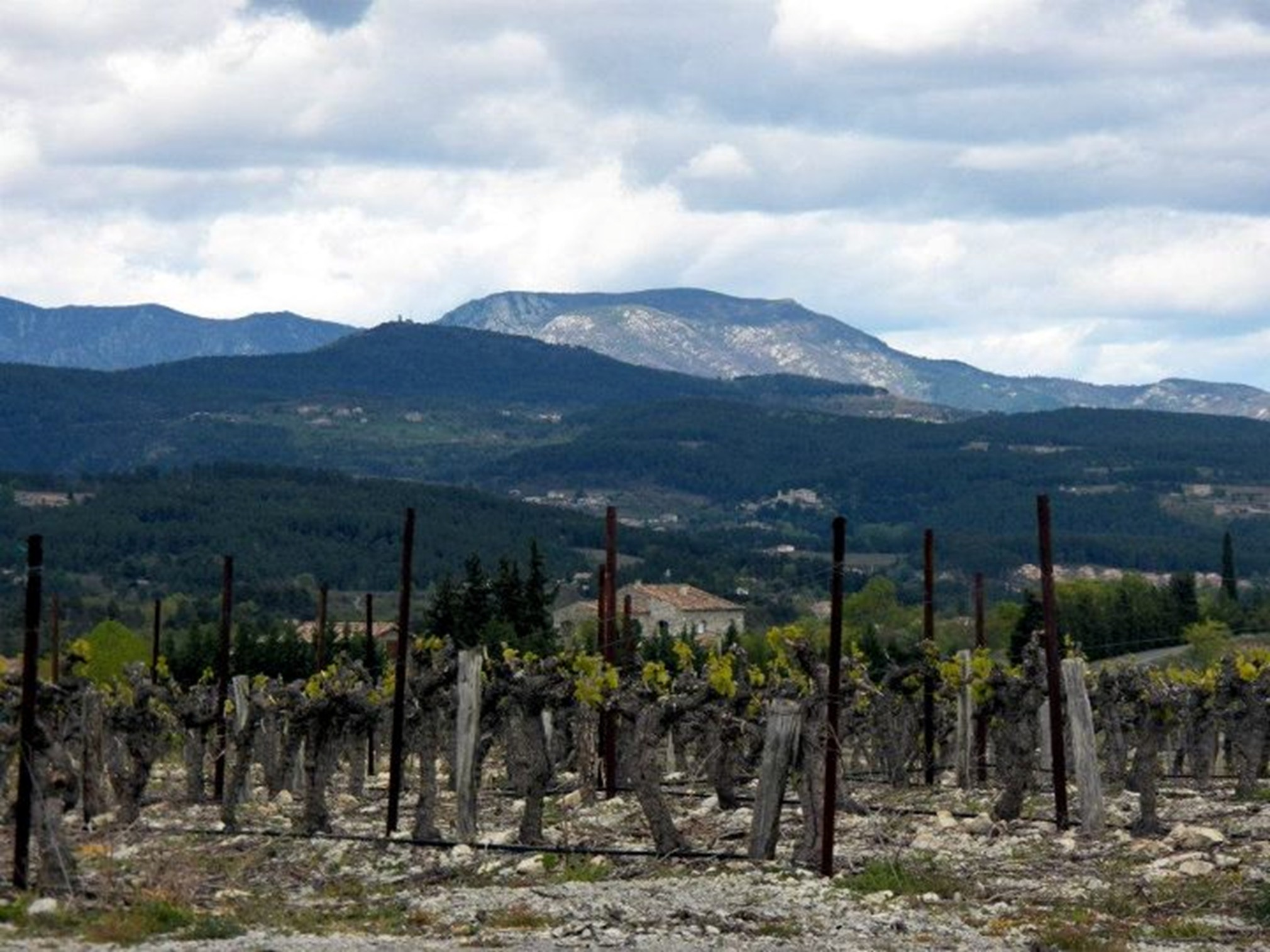
La Cham du Cros vue de Lablachère au printemps.

### Hydrographie
De nombreux talwegs drainent les eaux de pluie vers les bassins du Salindres, affluent de la Beaume, vers l'Ardèche et vers la Ligne.

## Accès
Partant de Largentière, prendre par la route départementale D5 la direction de Rocher vers Jaujac et La Souche et passer le col de la Croix de Millet.